# Presbyopie

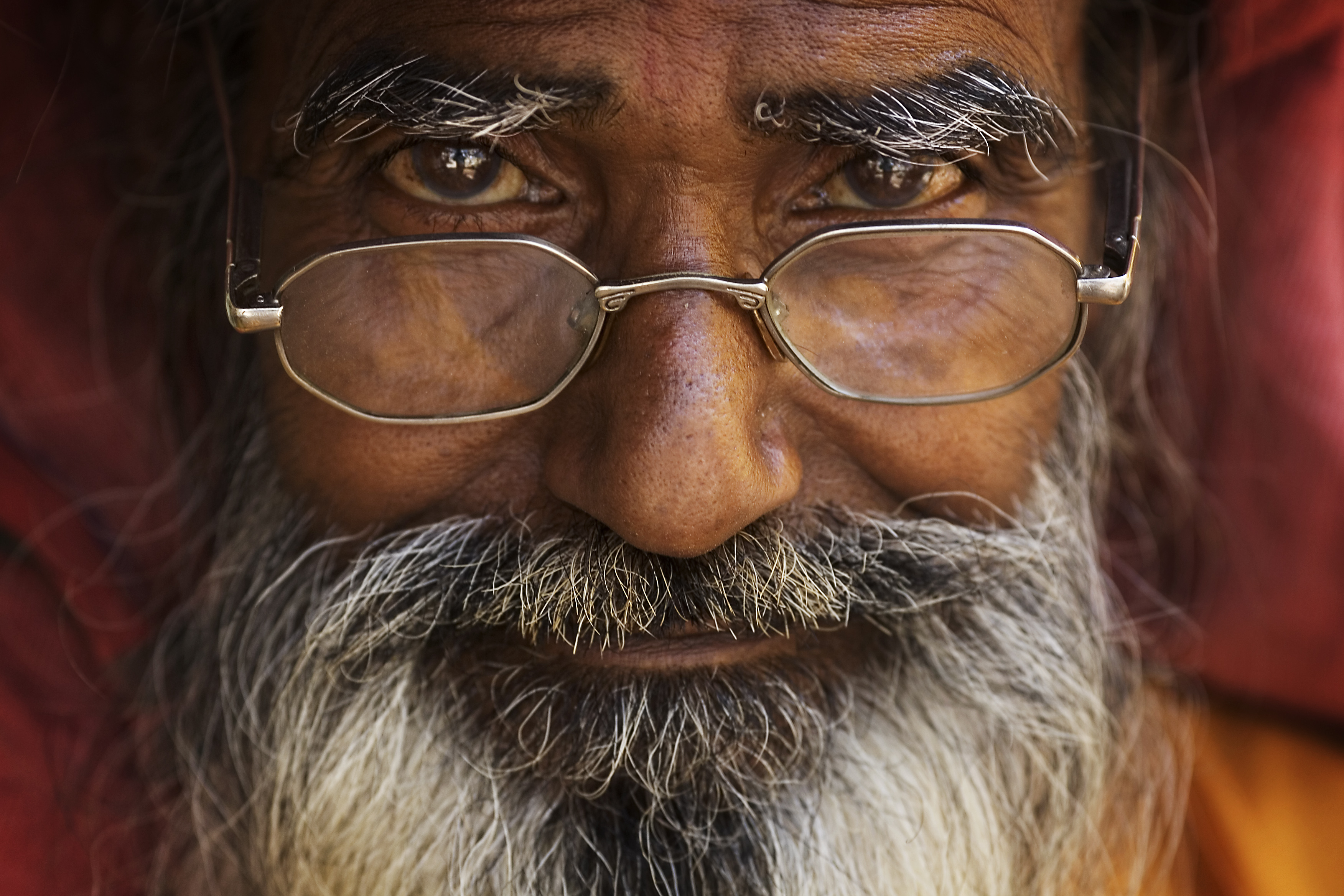
Zhoršení zraku ke stáří jde ruku v ruce s potřebou brýlí a to hlavně na čtení.

Presbyopie, neboli starším českým názvem stařecká vetchozrakost (český název se prakticky nepoužívá, i vzhledem k tomu, že příliš zdůrazňuje stáří pacienta, ačkoliv se vyskytuje již ve věku, kdy se jen málokdo cítí být staříkem) je oční vada, která se objeví u každého člověka ve vyšším věku jako projev přirozené degenerace materiálu oční čočky. První příznaky presbyopie se objevují přibližně kolem 45. roku věku a uvádí se, že kolem 60 let se situace často stabilizuje a dále se již podstatněji nemění. Není to tedy oční vada v pravém smyslu slova, ale spíše přirozený důsledek stárnutí organizmu.

## Vznik onemocnění
Oko při pohledu na blízko akomoduje, čočka svojí pružností zvyšuje svoji optickou mohutnost a umožňuje zaostření na blízko. V průběhu života se ale v čočce, krom jiných změn, usazují látky bílkovinné povahy, které mají za následek snížení její pružnosti, a tedy zhoršení schopnosti zaostřit na blízko. Vzniká stařecká vetchozrakost. Doba nástupu obtíží závisí hlavně na tom, jaký je zrak před jejím vznikem.

## Typy léčby

### Bezzásahová léčba
Při dalekozrakosti (hypermetropie) a nošení plusových brýlí (spojky) se projevují obtíže jako první a lidé si nejdříve chodí pro brýle „na čtení“. To jsou opět spojky, ale silnější než předtím. Často jsou potřeba i brýle „na střední vzdálenosti“. Ve vyšším věku potřebují brýle na čtení lidé s emetropií, tedy s „normálním zrakem“, kteří doposud brýle nenosili.
U krátkozrakých se projevuje vada nejpozději. Ve stáří se jim zdánlivě zlepší zrak a na blízko si svoje dosavadní minusové brýle (rozptylky) sundavají. Jako ostatní ale časem potřebují i oni brýle nejen na dálku, ale i na blízko a často i na střední vzdálenosti.
Brýle, které se používají, jsou buď určeny na jednu vzdálenost, ale pak jsou potřeba často dvoje, nebo i troje (i vícery). Dále existují brýle, které kombinují dvě a více čoček s rozdílnou mohutností v jedné, známé jako bifokály nebo trifokály. Někdy jsou konstruovány jako čočka s postupnou změnou ohniska, kdy se mění ohnisko plynule při pohledu dolů nebo opět nahoru.

### Chirurgický zákrok
Další možností je operačně, za pomocí laseru, změnit optickou mohutnost rohovky a tím i celého oka, a dosáhnout tak snížení potřebného množství brýlí jen na jedny či dvoje. Existuje i možnost chirurgicky změnit ostrost každého oka jinak, takže jedním je vidět ostře na dálku a druhým na blízko. Zde je nutno velmi pečlivě pomocí kontaktních čoček vyzkoušet, jak by toto řešení pacientovi vyhovovalo. Ne každý se s tímto řešením dobře vyrovná. Také je nutno zvážit riziko případných pooperačních komplikací.
Poslední možností je implantace zvláštní nitrooční čočky. Výměna původní čočky z důvodu presbyopie se nazývá PRELEX (presbyopia lens exchange). Speciální nitrooční čočka ale může být implantována i během běžné operace katarakty.
Multifokální nitrooční čočky, pracují buďto na základě difrakce – difrakční multifokání čočky, nebo na základě refrakce – refrakční multifokální čočky. V obou případech je pacient po implantaci schopen vidět ostře na všechny vzdálenosti zároveň. Z počátku se proto může objevit pocit nevolnosti.
Difrakční čočky mají na povrchu soustředné vrypy které fungují jako ohybová mřížka. Na sítnici vytvoří dva obrazy – jeden z blízkých z druhý ze vzdálených předmětů. Difrakční čočky pracují pouze s nultým a prvním difrakčním maximem a proto jsou schopny zužitkovat pouze 80 % přicházejícího světla. Častým problémem jsou dysfotoptické jevy halo a glare.
Refrakční multifokální čočky mají obvykle tvar pěti soustředných kroužků. Tyto kroužky mající různé dioptrie umožňují vidět ostře na všechny vzdálenosti, tedy i na střední. Díky střídání kroužků na blízko a na dálku jsou navíc nezávislé na velikosti zornice. Dysfotoptické jevy jsou méně časté než u difrakčních čoček. Multifokální čočky jsou kontraindikovány pacientům s astigmatismem. Nejnovější multifokální čočky se proto vyrábějí zároveň i jako torické.
Akomodační čočky představují nejmodernější metodu korekce presbyopie. Jejich funkce je inspirovaná samotným procesem akomodace v oku. Dosahuje se s nimi menší addice, zato však zachovávají přirozené vidění jako s původní čočkou. Výskyt dysfotoptických jevů i jiných komplikací je minimální a pacienty jsou subjektivně vnímány velmi pozitivně.

## Etymologie
Slovo pochází z řeckého πρέσβυς presbys "starý člověk" (srovnej presbyter) a ὤψ ōps "vidění" (GEN ὠπός ōpos))